# Кольчугцветмет
ЗАО «Кольчугинский завод цветных металлов» (сокращенно ЗАО «Кольчугцветмет») — российский бывший градообразующий металлургический завод. Находится в городе Кольчугино Владимирской области.
Создан на базе государственного предприятия с одноименным названием. Производство проката из цветных металлов на Кольчугинском заводе основано в 1871 году московским купцом А. Г. Кольчугиным.
Кольчугинский завод выпускает около 30 % общего объёма проката цветных металлов в России. По разнообразию видов и номенклатуре готовой продукции Кольчугинский завод является единственным универсальным в СНГ производителем проката.
На заводе сосредоточены все виды обработки металлов давлением, что делает производство гибким и устойчивым в рыночных условиях. В настоящее время на заводе основано производство более 20 тысяч типоразмеров изделий в виде труб, лент и полос из 72 марок сплавов.
Завод экспортирует свою продукцию в Германию, Италию, Швецию, США и другие страны.
В 1939 году на базе существовавшего на заводе производства кабеля и проводов был организован завод Электрокабель, являющийся в настоящее время (наряду с ЗАО Кольчугцветмет) градообразующим предприятием города. Завод Электрокабель, как и Кольчугцветмет, на данный момент является предприятием холдинга УГМК, входящего в Перечень системообразующих организаций России в области металлургии.
Во время Великой Отечественной войны завод был эвакуирован в пять городов Урала и Казахстана (БЗОЦМ).
Указом от 14 мая 1966 года завод был награждён Орденом Трудового Красного Знамени.
Указом от 30 июня 1971 года завод был награждён Орденом Октябрьской Революции.
В 2008 году в состав предприятия вновь включен цех товаров народного потребления, ранее являвшийся самостоятельным предприятием ЗАО ТД «Кольчуг-Мицар». Цех товаров народного потребления является крупнейшим в России производством посуды, столовых приборов и предметов сервировки стола из драгоценных и цветных металлов. Здесь изготавливают знаменитые кольчугинские подстаканники, которыми были снабжены все пассажирские железнодорожные поезда дальнего следования.
В 2017 году в ходе реорганизации ЗАО «КЦМ» вошел в состав кольчугинского завода «Электрокабель». Металлургическое производство прекращено, производство металлической посуды осуществляется под брендом «Кольчугинский мельхиор» на АО «ЭКЗ».

## История
В 1871 году московский купец второй гильдии А. Г. Кольчугин перенес свое меднолатунное производство из-под Серпухова во Владимирскую губерню.
Причиной переноса стало ограничение на вырубку леса вокруг Москвы. Литейный завод лишался топлива. Поэтому выбор места был обусловлен глухими неосвоенными лесами. 
На полученный от торгового дома «Вогау и К°» кредит Александр Кольчугин развернул близ с. Васильевское строительство заводов с паровыми машинами и современным оборудованием.
В 1876 году наступил срок выплаты займа и Кольчугин не смог рассчитаться с кредиторами. Для покрытия долга владелец был вынужден продать акции завода: контрольный пакет отошел «Вогау и К°», около 20% осталось у Александа Кольчугина и еще около 20% было распределено между другими покупателями. В результате было сформировано «Товарищества латунного и меднопрокатного заводов Кольчугина», при котором Кольчугин был управляющим. Сохранение названия было в первую очередь связано с тем, что А.Г. Кольчугин являлся купцом второй гильдии и имел право на поставки в армию. В 1887 году Кольчугин прекратил дела с «Товариществом», продав ему свой пай.
В 1884 году «Вогау и К°» пригласили на производство молодого перспективного инженера Владимира Ивановича Штутцера, а через три года назначили его управляющим заводом. На тот момент Штутцер имел прекрасное специальное образование (Московское Высшее Техническое училище) и опыт работы на литейном заводе в США, Филадельфия, кроме того, как и Вогау, Штутцер относился к немецкой диаспоре; дополнительно отец В.И. Штутцера Иван Иоганович Штутцер, был купцом второй гильдии сначала Архангельской, а затем Медынской губерни. 
При В.И. Штутцере (был управляющим с 1887 по 1907 год) завод был значительно расширен, были открыты новые направления, проведена электрификация, перестроены цеха и заложен рабочий поселок, который в дальнейшем стал городом Кольчугино. Одним из первых нововведений была перестройка цехов: деревянные постройки заменили на каменные, что значительно снизило число пожаров. При А.Г. Кольчугине рабочие на заводе нанимались по соседним селам и работали одну 12-часовую смену. Штутцер ввел на заводе вторую 12-часовую смену, что позволило цехам работать круглосуточно и избегать простоев оборудования. Вторая смена и расширение производства привело к тому, что рабочих с окрестных сел стало нехватать и начали привлекать людей со всей Владимирской губерни, что, в свою очередь, привело к нехватке мест для постоя в селах. Это вынудило В.И. Штутцера отстроить сначала кирпичные казармы для рабочих и дома для мастеров, а затем, когда рабочие начали приезжать с семьями, два двухэтажных дома для семейных рабочих и больницу. Большинство этих построек до сих пор используются по своему назначению в городе Кольчугино: дома мастеров находятся на улице 3-го Интернационала (бывшая ул. Немецкая), дома для семейных на улицах Карла Макса (бывшая ул. Большая) и Зернова (бывшая ул. Каменка). 
В конце XIX века на базе медеплавильного завода купца Кольчугина было организовано производство посуды, самоваров, и в дальнейшем примусов. Это дало заводу постоянный источник денег. Затем было освоено производство проволки и кабелей, и Кольчугинский завод поучаствовал в строительстве телеграфа и электрических сетей. Всего при В.И. Штутцере построили семь заводов: литейный, прокатный, проволочный, самоварный (давильный), кабельный, энергетический и механический. Для них закупалось самое современное оборудование, в производство внедрялись новые технологии для повышения качества продукции и снижения ее себестоимости. 
В 1892 году Штутцер и и директор-распорядитель Келлер продавили изменение маршрута строительства железной дороги Киржач-Иваново, так чтобы она проходила через Кольчугино. До этого ресурсы (ни руд, ни присадок в Кольчугино нет) поставлялись обозами по 40+ телег. 
В 1896 году Штутцером была введена в эксплуатацию первая опытная электростанция и проведена электрификация производства. Кольчугинский завод стал первым полностью электрифицированным производством в Европе. Предприятие перешло от каменных изложниц к чугунным, от деревянного угля — к нефтяному отоплению и к электричеству. После ввода в эксплуатацию четырёхэтажного давильного корпуса и мощного прокатного стана был отлажен выпуск новых видов продукции и изделий. Завоевав на заре XX века статус первопроходца по освоению новых сплавов и изделий, товарищество Кольчугина получает свыше 60 % всех казённых заказов России на медные и латунные листы. Завод обретает международную известность и славу, экспонируя неоднократно на Всемирной Парижской выставке более 20 видов продукции и изделий. Широко развивается выпуск кольчугинских самоваров, посуды и столовых приборов (ныне — цех товаров народного потребления).
В 1907 году, после нескольких забастовок, В.И. Штутцер покинул завод, написав заявление на увольнение по собственному желанию, которое было немедленно удовлетворено. Рабочих Штутцер не устраивал сравнительно низкими зарплатами (это вскрылось на первой же международной выставке) и нетерпимостью к пьянству (из-за чего ближайшие кабаки были в соседних селах, а не на выходе из проходной). Работодателей, «Вогау и К°», Штутцер не устраивал излишне мягким отношением к рабочим. С приходом нового управляющего разночтения были устранены: зарплаты не увеличили, но были введены разнообразные штрафы.
В 1918 г. завод был национализирован и стал называться Первым государственным меднообрабатывающим заводом. В отличие от многих других производств, Кольчугинский завод не был разграблен: там продолжали платить хоть какую-то зарплату и рабочие сами защитили цеха от разорения. Также, в отличие от многих производств Российской Империи, после революции завод сохранил отсылку к основателю, «классово враждебному элементу», купцу второй гильдии А. Г. Кольчугину. Не в последнюю очередь это было связано с тем, что под руководством В.И. Штутцера Кольчугинский завод стал синонимом качества в своей категории. Металлургическое производство, основанное Кольчугиным, продолжает существовать как предприятие ЗАО «Кольчугцветмет», занимающее площадь около 150 гектаров.
В 1922 году, после освоения новых видов продукции из нихрома, хромеля, бериллиевой бронзы и других сплавов, завод производит разработанный совместно с А. Н. Туполевым «крылатый металл», так называемый «кольчугалюминий», на котором работала советская авиапромышленность. Из кольчугалюминия был построен первый советский цельнометаллический самолёт АНТ-2. В 1930-е годы разработан способ горячей прокатки латуни, налажен выпуск биметаллической проволоки, не уступавшей по своим качествам и характеристикам в тот период проволоке производителей США.
В 1930-е гг. наряду с реконструкцией производства и увеличением выпуска продукции, завод строит многоквартирные жилые дома, детские ясли и сады, школу, учебный комбинат, баню с физиолечебницей, больницу, амбулаторию, диспансер, стадион, парк отдыха в поселке. Бурное развитие завода привело к существенному росту посёлка, который в 1931 году преобразуется в город Кольчугино.
В 1939 году правительство приняло решение о выделении кабельного и металлоткацкого производств в самостоятельное предприятие — завод «Электрокабель».
В 1941 году в связи с военной угрозой был выполнен демонтаж оборудования завода и эвакуация его вместе с четырьмя тысячами лучших работников на Урал и в Казахстан. В местах эвакуации возникли пять новых заводов — Орский завод цветных металлов, Каменск-Уральский завод по обработке цветных металлов, Ревдинский завод по обработке цветных металлов, Балхашский завод обработки цветных металлов и завод в Верхней Салде.
С 1948 г. началось строительство и поэтапный ввод в эксплуатацию технологических линий по выпуску никелированных чайников, посеребренных столовых приборов и посуды из нейзильбера.
C 1953 года Кольчугинский завод становится постоянным участником ВДНХ СССР. В начале 70-х кольчугинские металлурги ввели в эксплуатацию отдельные производства по выпуску медных труб, плоского проката и стали открывателями бухтового волочения труб на быстроходных волочильных барабанах. В 1983 году введен в эксплуатацию новый литейный цех; в 1988 году — цех сложных сплавов. Производственные мощности завода занимают площадь в 150 гектаров.
В 1980-е годы застроен многоэтажными жилыми домами новый микрорайон, введены в эксплуатацию терапевтический и хирургический корпуса больницы, много других объектов социального и культурно-бытового назначения.
В 1997 году два заводских цеха выделены в самостоятельное предприятие ООО «Кольчугцветметобработка», специализирующееся на производстве труб из цветных металлов малого диаметра, применяющихся в сантехнике и иных сферах..
КЦМ содержит заводской здравпункт, цех питания, транспортный цех, энергетический цех. Участвует в проведении Дня города Кольчугино, который совпадает с Днём металлурга. Завод оказывает помощь Кольчугинскому политехническому колледжу в обучении и проведении производственной практики его студентов.
Продукция цеха товаров народного потребления (посуда, подстаканники, столовые приборы) постоянно экспонируется на ВВЦ и ряде российских и международных выставок.
В 2004 году предприятие стало лауреатом выставки «Металл Экспо» и получило золотую медаль за разработку и внедрение эффективных технологий производства крупногабаритных слитков и прокатки лент из сложнолегированных медных сплавов для изготовления монет.
В 2017 году ЗАО "КЦМ" входит в состав кольчугинского завода "Электрокабель" и прекращает свое существование. Металлургическое производство прекращено, выпуск известных кольчугинских подстаканников и другой металлической посуды осуществляется под брендом "Кольчугинский мельхиор" на АО "ЭКЗ". 
В 2019 году ООО "Кольчугинский завод специальных сплавов" приобретает основной производственный прессово-волочильный цех №2 и литейный цех №1 и возобновляет производство труб и прутков медьсодержащих сплавов больших диаметров. 
В 2020 году посудное производство выделено в самостоятельное юридическое лицо ООО "Кольчугинский мельхиор"

## Продукция
- Трубы (латунные, медные, бронзовые, мельхиоровые, медно-никелевые, из алюминиево-никелевой латуни и др.)
- Проволока (латунная, медная и др.)
- Металлическая тканая сетка (никелевые, бронзовые)
- Прутки (медные, бронзовые, латунные)
- Профили (из меди и медных сплавов, латунные, из сплава меди с серебром)
- Аноды (медные и др.)
- Слитки
- ТНП (посуда, столовые приборы, подстаканники из цветных и драгоценных металлов, ювелирные изделия)

## Руководители завода
- 2019- по настоящее время Е.А. Литвинчук
- 2015—2017 — Е. В. Антонов
- 2012—2015 — М. Ю. Барашенков
- 2010—2012 — Н. С. Железников
- 2007—2010 — А. В. Гребельный
- 2005—2007 — В. Л. Попов
- 2004—2005 — А. Г. Бровко[8]